# Alessandro Rambaldini
Alessandro Rambaldini (Gavardo, 12 ottobre 1980) è un fondista di corsa in montagna e maratoneta italiano. Vincitore di due titoli mondiali ai Campionati del mondo di corsa in montagna lunghe distanze nel 2016 e nel 2018.

## Biografia
Cresciuto a Lavenone, in Valle Sabbia, inizia a correre agonisticamente all'età di 25 anni nella specialità della corsa in montagna, ottenendo subito buoni risultati; nel 2009 inizia a competere nelle corse su strada. Si classifica terzo e miglior italiano nella Brescia Art Marathon del 2013, vincendo il titolo provinciale di categoria.
Nel frattempo lavora in un'azienda nei pressi di Casto dove annualmente si svolge il Trofeo Nasego, gara inserita nel calendario nazionale delle corse in montagna. Classificandosi quarto, la gara del 2015 lo lancia verso la sua prima maglia azzurra. Il debutto con la nazionale italiana avviene alla soglia dei 35 anni in occasione della Zermatt Marathon, gara svizzera valida per i Campionati mondiali lunghe distanze, dove chiude al dodicesimo posto a ridosso dei migliori dieci. L'oro mondiale arriva nel settembre dello stesso anno, con la vittoria della nazionale italiana del Campionato del mondo di corsa in montagna, svoltosi a Betws Y Coed nel Galles nord-occidentale.
Allenato dall’ex azzurro dei 3000 siepi e della corsa in montagna Claudio Amati, nel 2016 coglie uno dei risultati più sorprendenti della storia della specialità; a Podbrdo, in Slovenia, grazie a un finale travolgente conquista il titolo mondiale lunghe distanze battendo il connazionale Marco De Gasperi.
L'anno successivo, a Premana, si classifica quinto ai mondiali di corsa in montagna lunghe distanze e vince nuovamente la medaglia d'oro a squadre.
Nel 2018 è campione italiano assoluto di corsa in montagna lunghe distanze, conquistando il titolo al Bronzone Trail di Paratico. Nello stesso anno, a Karpacz, vince il suo secondo titolo mondiale individuale arrivando davanti a tutti sul traguardo al termine di una delle sue proverbiali rimonte, piazzando il sorpasso decisivo nel tratto finale. Ottiene anche la medaglia di bronzo a squadre.

## Palmarès

### Maratona
2013
- 3º classificato alla Brescia Art Marathon

### Corsa in montagna
2015
- 18º ai Campionati del mondo di corsa in montagna ( Oro a squadre,  Betws Y Coed)

2016
- Vincitore del Campionato del mondo di corsa in montagna lunghe distanze ( Oro,  Podbrdo) - 3h44’52''

2017
- 5º ai Campionati del mondo di corsa in montagna ( Oro a squadre,  Premana)

2018
- Vincitore del Campionato del mondo di corsa in montagna lunghe distanze ( Oro,  Karpacz) - 2h39'18''
- Campionato del mondo di corsa in montagna ( Bronzo a squadre,  Karpacz)
- Vincitore dei Campionati italiani di corsa in montagna lunghe distanze ( Oro, Paratico) - 1h46'15''

## Record[8]
| Data              | Luogo    | Evento             | Prestazione |
| ----------------- | -------- | ------------------ | ----------- |
| 21 marzo 2010     | Roma     | Maratona           | 2h28'34''   |
| 27 settembre 2015 | Bergamo  | Mezza maratona     | 1h7'55''    |
| 1 agosto 2010     | Gargnano | 10 miglia          | 54'50''     |
| 31 dicembre 2010  | Bolzano  | 10 chilometri      | 32'56''     |
| 30 aprile 2011    | Chiari   | 10.000 metri piani | 31'34''50   |
| 20 settembre 2018 | Salò     | 5.000 metri piani  | 15'07''18   |

## Risultati
| Anno              | Manifestazione                                            | Sede           | Evento             | Distanza | Risultato     | Prestazione |
| ----------------- | --------------------------------------------------------- | -------------- | ------------------ | -------- | ------------- | ----------- |
| 6 agosto 2006     | Diecimiglia del Garda                                     | Gargnano       | Corsa su strada    | 8 km     | 5° cat. amat. | 28'25''     |
| 18 maggio 2008    | Trofeo Nasego                                             | Casto          | Corsa in montagna  | 17 km    | 1°            | 1h18'46''   |
| 17 maggio 2009    | Trofeo Nasego                                             | Casto          | Corsa in montagna  | 17 km    | 3°            | 1h17'42''   |
| 21 marzo 2010     | Maratona di Roma                                          | Roma           | Maratona           | 42.2 km  | 21°           | 2h28'34''   |
| 16 maggio 2010    | Trofeo Nasego                                             | Casto          | Corsa in montagna  | 17 km    | 3°            | 1h15'25''   |
| 1 agosto 2010     | Diecimiglia del Garda                                     | Gargnano       | Corsa su strada    | 16 km    | 12°           | 54'50''     |
| 5 settembre 2010  | Maratonina di Castel Rozzone                              | Castel Rozzone | Mezza maratona     | 21 km    | 3°            | 1h10'18''   |
| 7 novembre 2010   | Maratona di New York                                      | New York       | Maratona           | 42.2 km  | 42°           | 2h30'00''   |
| 31 dicembre 2010  | BOclassic                                                 | Bolzano        | Corsa su strada    | 10 km    | -             | 32'56''     |
| 30 aprile 2011    | Campionato regionale individuale assoluto                 | Chiari         | 10.000 metri piani | 10 km    | 11°           | 31'30''50   |
| 15 maggio 2011    | Trofeo Nasego                                             | Casto          | Corsa in montagna  | 17 km    | 2°            | 1h15'18''   |
| 20 maggio 2012    | Trofeo Nasego                                             | Casto          | Corsa in montagna  | 17 km    | 3°            | 1h17'25''   |
| 15 luglio 2012    | Blumon Marathon                                           | Bagolino       | Corsa in montagna  | 25 km    | 1°            | 2h00'55''   |
| 18 novembre 2012  | Maratonina Città di Crema                                 | Crema          | Mezza maratona     | 21 km    | 8°            | 1h09'12''   |
| 10 marzo 2013     | Brescia Art Marathon                                      | Brescia        | Maratona           | 42.2 km  | 3°            | 2h32'37''   |
| 19 maggio 2013    | Trofeo Nasego                                             | Casto          | Corsa in montagna  | 17 km    | 3°            | 1h16'27''   |
| 21 luglio 2013    | Blumon Marathon                                           | Bagolino       | Corsa in montagna  | 26 km    | 1°            | 2h12'20''   |
| 20 luglio 2014    | Blumon Marathon                                           | Bagolino       | Corsa in montagna  | 23 km    | 1°            | 2h15'31''   |
| 4 luglio 2015     | Zermatt Marathon                                          | Zermatt        | Corsa in montagna  | 42.2 km  | 12°           | 3h17'36''   |
| 19 settembre 2015 | Campionato del mondo di corsa in montagna                 | Betws Y Coed   | Corsa in montagna  | 13 km    | 18°           | 53'12''     |
| 27 settembre 2015 | Bergamo Half Marathon                                     | Bergamo        | Mezza maratona     | 21 km    | -             | 1h07'55''   |
| 18 giugno 2016    | Campionato del mondo di corsa in montagna lunghe distanze | Podbrdo        | Corsa in montagna  | 42.2 km  | 1°            | 3h44'52''   |
| 2 aprile 2017     | Sky del Canto                                             | Carvico        | Corsa in montagna  | 22 km    | 2°            | 1h40'12''   |
| 6 agosto 2017     | Campionato del mondo di corsa in montagna lunghe distanze | Premana        | Corsa in montagna  | 32 km    | 4°            | 3h24'51''   |
| 25 marzo 2018     | Sky del Canto                                             | Carvico        | Corsa in montagna  | 22 km    | 2°            | 1h40'27''   |
| 13 maggio 2018    | Trofeo Nasego                                             | Casto          | Corsa in montagna  | 20.6 km  | 1°            | 1h37'01''   |
| 20 maggio 2018    | Bronzone Trail                                            | Paratico       | Corsa in montagna  | 21 km    | 1°            | 1h46'15''   |
| 24 giugno 2018    | Campionato del mondo di corsa in montagna lunghe distanze | Karpacz        | Corsa in montagna  | 36 km    | 1°            | 2h39'18''   |
| 29 luglio 2018    | Bagolino Alpin Run                                        | Bagolino       | Corsa in montagna  | 16 km    | 1°            | 1h21'22''   |
| 20 settembre 2018 | Grand Prix del mezzofondo                                 | Salò           | 5.000 metri piani  | 5 km     | 12°           | 15'07''18   |